# Frágil (canción)
«Frágil» es el sencillo del tercer disco de Libido . Compuesto por Manolo Hidalgo. Gracias a la difusión de este tema y otros del álbum Pop*Porn, Libido se llevó por segundo año consecutivo la lengua MTV en 2003. Durante el pre show a los MTV Video Music Awards Latinoamérica 2003 la banda interpretó este tema en vivo. En el ranking Los 100 + pedidos del 2003 este tema ocupó el puesto número 3.

## Video
Se contó con un ambiente bastante al estilo del álbum en el video y habla sobre la materialidad de un personaje público. En tonos de blanco y rosa, y recordando la estética pop de los años 60s, también en los actores que les acompañan.

## Posiciones en rankings
| Año  | Ranking                    | Ubicación |
| ---- | -------------------------- | --------- |
| 2003 | Los 100 + pedidos del 2003 | 3         |

- Datos: Q5869926